# Діана Абгар
Діана Абгар (1859—1937) — вірменська письменниця, дипломат, посол до Японії нетривалої Першої республіки Вірменії у 1918-20 роках. Перша жінка-дипломат у Вірменії і, ймовірно, перша жінка у світі, що займала дипломатичний пост.

## Життя
Анаїт Агабек (Агабекян) народилася у Рангуні, Британська Бірма (тепер Янгон, М'янма) 12 жовтня 1859 року. Рідня по батьковій лінії мігрувала в Індію з Персії, по материній — походила з Ширазу, Іран. Наймолодша з семи дітей у сім'ї. Зростала у Калькутті, навчалась у місцевій семінарії. Опанувала англійською, вірменською, хінді. Вийшла заміж за купця Мікаеля Абгара (Абгаряна), сім'я якого також емігрувала з Персії в Індію і володіла торговою компанією. У 1891 році Діана та її чоловік переїхали до Японії, щоб розширити там сімейний бізнес. Мали п'ятьох дітей, двоє з яких рано померли. У похилому віці мала чимало хвороб. Померла 8 липня 1937 року у Йокогамі. Похована на кладовищі для іноземців поруч з чоловіком.

## Дипломатична кар'єра
Коли Вірменська республіка здобула незалежність 28 травня 1918 року, вона не була визнаною жодною державою. Однак у 1920 році, завдяки старанням Діани, Японія стала однією з перших країн, що визнали незалежність республіки. Щоб відзначити великий обсяг зробленої нею роботи, 21 липня 1920 року міністром Амо Оганджаняном Діана Абгар була призначена дипломатичним представником і генеральним консулом Першої республіки Вірменія на Далекому Сході. Однак після радянізації Вірменії у 1920-х, її робота припинилась.

## Літературний спадок
У Японії Діана Абгар почала писати романи, оповідання та статті, працювала з журналами і газетами «The Japan Advertiser», «The Far East», «The Japan gazette», «Armenia». Писала про вірмен в Османській імперії. На 1920 рік нею було написано дев'ять книг, що стосуються геноциду вірменів. Також писала статті щодо міжнародних відносин, впливу імперіалізму, глобального миру.
Серед її робіт:
- The Great Evil. Yokohama, Japan: «Japan Gazette» Press, 1914, 114 pp.
- Peace and No Peace. Yokohama, Japan: «Japan Gazette» Press, 1912, 101 pp.
- The Peace Problem. Yokohama, Japan: «Japan Gazette» Press, 1912, 131 pp.
- On the Cross of Europe's Imperialism: Armenia Crucified. Yokohama, Japan: 1918, 116 pp.
- In His Name… Yokohama, Japan: "Japan Gazette, " 1911. 52 pp.
- Betrayed Armenia. Yokohama, Japan: «Japan Gazette» Press, 1910, 77 pp.
- The Truth about the Armenian Massacres. Yokohama, Japan: "Japan Gazette, " 1910, 26 pp.
- Home Stories of the War. Kobe, Japan: The Kaneko Printing Works, 1905, 47 pp.
- Susan. Yokohama, Japan: Kelly and Walsh, Limited, 1892, 109 pp.